# 帕福爾半島

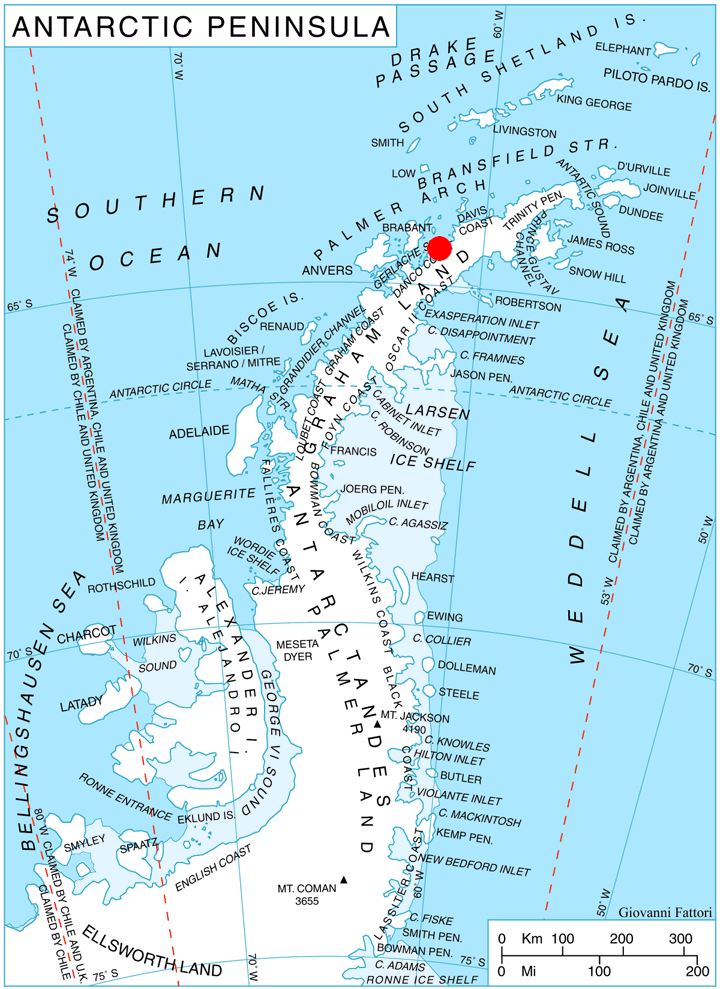

帕福爾半島是南極洲的半島，位於埃爾斯沃思地，東北面是休斯灣，南面是夏洛特灣，以智利大學的生物學家命名，現時由南極條約體系管理。
64°27′00″S 61°27′00″W / 64.45000°S 61.45000°W

## 外部連結
- SCAR Composite Gazetteer of Antarctica（页面存档备份，存于）.